# Direction générale du renseignement du ministère de la Défense ukrainien
Ne doit pas être confondu avec Service de sécurité d'Ukraine.
 (septembre 2023).
Si vous disposez d'ouvrages ou d'articles de référence ou si vous connaissez des sites web de qualité traitant du thème abordé ici, merci de compléter l'article en donnant les références utiles à sa vérifiabilité et en les liant à la section « Notes et références ».
La direction générale du renseignement du ministère de la Défense de l'Ukraine (ukrainien : Головне управління розвідки Міністерства оборони України) ou HUR MOU / GUR MOU (ГУР МОУ) est le service de renseignement militaire de l'Ukraine. Il s'agit d'une subdivision du ministère de la Défense ukrainien, et non de l'état-major général des forces armées de l'Ukraine. Il s'appuyait en fait sur les moyens de renseignement existants du district militaire de Kyïv, d'Odessa et des districts militaires des Carpates des forces armées soviétiques.
La devise de l'ancienne agence était « État, professionnalisme, décence ». Depuis 2016, elle porte la nouvelle devise : « Le Sage gouvernera les Étoiles » (latin : Sapiens Dominabitur Astris).

## Base légale
La Direction principale du renseignement est légalement autorisée à fonctionner sur la base des documents suivants:
- Constitution de l'Ukraine ;
- Règlement de la Verkhovna Rada sur le concept de sécurité nationale de l'Ukraine (fondamentaux de la politique de l'État) ;
- Loi ukrainienne sur la défense de l'Ukraine ;
- Loi ukrainienne sur les forces armées de l'Ukraine ;
- Loi ukrainienne sur les agences de renseignement de l'Ukraine ;
- Loi ukrainienne « Actes législatifs distincts de l'Ukraine et Amendements en lumière de la loi ukrainienne » ;
- Décret du président de l'Ukraine sur le statut du ministère de la Défense et de l'état-major général des forces armées ukrainiennes.

## Sphères d'activité
Conformément à la loi ukrainienne sur les agences de renseignement d'Ukraine, la Direction principale du renseignement du ministère de la Défense ukrainien exerce son activité dans les domaines militaire, politique, technique, économique, des transmissions, de l'information et de l'environnement.
Les missions majeures:
- l'obtention, l'analyse et la diffusion des informations de renseignement aux hautes autorités civiles et militaires de l'Ukraine[4];
- effectuer des tâches spéciales afin de promouvoir les intérêts nationaux et la politique de l'État de l'Ukraine dans les domaines économique, politique, militaire, technique, environnemental et informationnel, contribuer à la défense nationale, favoriser le développement économique, promouvoir la science et la technologie, protéger la frontière de l'État ;
- participer à des opérations contre le terrorisme, le crime organisé international, le trafic de drogue, d'armes et de technologies, la migration illégale ;
- contrer les menaces extérieures qui peuvent affecter la sécurité nationale de l'Ukraine, la vie et la santé de ses citoyens et les installations de l'État à l'étranger.

## Organisation
Le HUR détient un bureau exécutif et plusieurs fonctions à l'échelle de l'agence, et cinq directions et départements principaux.
Directions :
- Direction du renseignement stratégique
- Direction du soutien au renseignement de l'état-major des armées
- Direction du soutien à l'information
- Direction de la politique du personnel
- Direction logistique

Départements :
- Département de la sécurité intérieure
- Département de la planification
- Département d'automatisme et de communication
- Département économique et financier
- Département de l'information et de la protection des secrets d'État

### Formations militaires sous le commandement du GUR
- Direction générale du renseignement
  -  Département des opérations actives (A0515-N)
    -  Unité spéciale Tymur
      -  Corps des volontaires russes
        -  Bataillon national carélien (en)
        -  Corps des volontaires polonais

      -  Corps des volontaires biélorusses (uk)
      -  Détachement d'opérations spéciales Nobody
      -  2e détachement d'opérations spéciales "Kord"
      -  6e détachement d'opérations spéciales Aratta
      -  8e bataillon Aratta
      -  Bataillon Bratstvo
      -  Bataillon Sibérie
      -  Bataillon Sonechko
      -  Unité spéciale Paragon
      - Unité spéciale « Stugna » (uk)
      -  Unité spéciale Chimère
      -  Unité spéciale "First Line"
      -  Unité spéciale Vidar
      -  Unité spéciale groupe Raven
      -  Unité spéciale 1514
      -  Unité spéciale Spectre 33
      -  Groupe spéciale Yunger
      -  Groupe Revive
      -  Groupe Black Winter
      -  Division Art
      -  Unité spéciale Gardiens de l'obscurité
      -  Service Patronage

    -  Légion internationale du GUR
      -  1er escadron de la légion internationale
      -  2e escadron de la légion internationale
      -  3e escadron de la légion internationale
      -  4e escadron de la légion internationale
      -  5e escadron de la légion internationale
      -  Régiment Kastous-Kalinowski
      -  Légion « Liberté de la Russie »
      -  Bataillon de volontaires « Imam Shamil » (uk)
      -  Bataillon Khamzat Gelaev
      -  Bataillon Djokhar Doudaïev
      -  Unité spéciale "Solidarité"
      -  Compagnie Bashkort
      -  Compagnie Grecque
      -  Team Astra
      -  Team Noble
      -  Team Punch
      -  Team Phalange
      -  Unité volontaire Nomade
      -  Groupe Cyclone
      -  Compagnie de recrutement
      -  Unité de drones ISR-X
      -  Unité spéciale NUR

    -  Détachement spécial Kraken
    -  Bataillon Chaman
      -  Bataillon spécial d'Itchkérie

    -  Bataillon Vengeance (uk)
    -  Unité spéciale Artan (uk)

  -  Bataillon Cheikh Mansour
  -  unité spéciale Kryla (uk)
  -  Unité spéciale groupe 13
  -  10e détachement de forces spéciales

## Historique

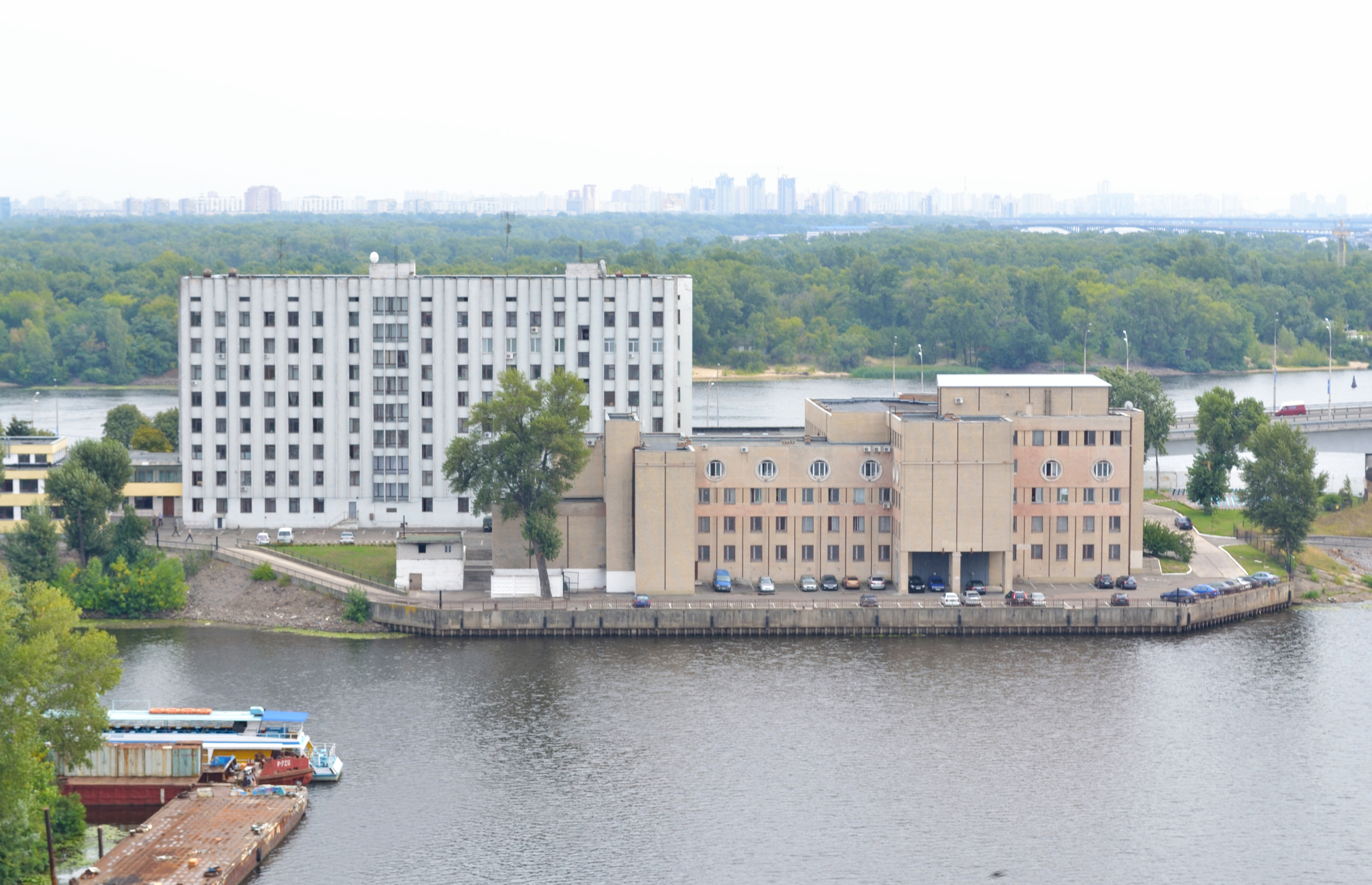
Bâtiments du HUR MOU.

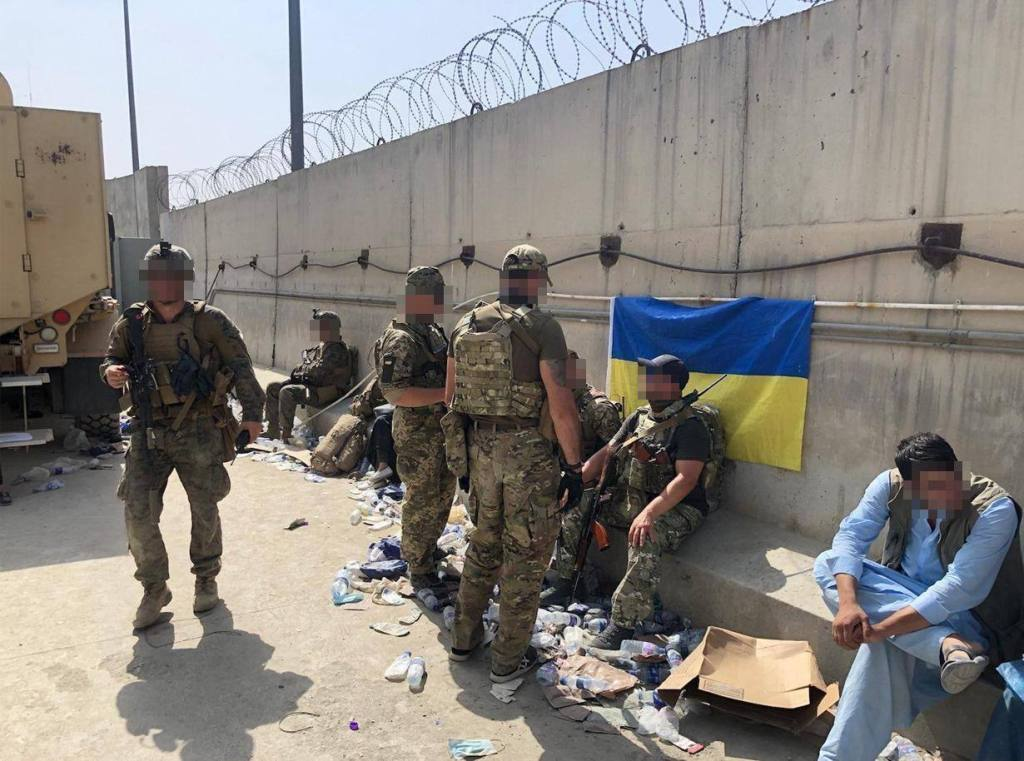
En protection de l'aéroport de Kaboul en septembre 2021.

La direction du renseignement du quartier général des forces armées ukrainiennes est formée en février 1992. Conformément au décret présidentiel du 7 septembre 1992, une décision est prise concernant la création de la Direction du renseignement militaire stratégique du ministère de la Défense de l'Ukraine. Par conséquent, le 7 septembre marque la Journée du service de renseignement militaire de l'Ukraine.
Le 6 juillet 1993, le décret du président de l'Ukraine lance la fusion de la direction du renseignement du quartier général et de la direction du renseignement militaire stratégique du ministère de la Défense ukrainien dans la direction principale du renseignement militaire du ministère de la Défense ukrainien. Le 14 avril 1994, la Direction principale du renseignement militaire du ministère de la Défense est renommée « Direction principale du renseignement du ministère de la Défense »,.
L'unité est engagée lors de l'invasion de l'Ukraine par la Russie.

### Directeurs
- 16 octobre 1992 - 9 juin 1997 : Oleksandr Skipalskyi
- 9 juin 1997 - 29 septembre 2000 : Ihor Smechko.
- 2000 : Victor Paliy.
- 2003 : Olksandr Halaka.
- 2008 : Victor Hvozd.
- 2010 : Serhi Hmyza.
- 2014 : Ioury Pavlov.
- 2015 : Valriy Kondratiouk[9].
- 2016 : Vassyl Bourba[10].
- depuis le 5 août 2020 : général Kyrylo Boudanov

### Personnalité y ayant servi
- Colonel Rouslan Popov, Héros de l'Ukraine.
- Colonel Maksym Chapoval, Héros de l'Ukraine.
- Aleksey Tchoubachev, directeur d'une chaine de radio.